# Galina Bystrova
Galina Petrovna Bystrova (ryska: Галина Пегровна Быстрова) född Doltjenkova (ryska: Долженкова) 8 februari 1934 i Nachitjevan, Azerbajdzjan, Transkaukasiska SFSR, Sovjetunionen
död 11 oktober 1999 i Volgograd, Ryssland, var en sovjetisk friidrottare.
Bystrova blev olympisk bronsmedaljör i femkamp vid sommarspelen 1964 i Tokyo.